# Villabellaco
Villabellaco ist ein spanischer Ort in der Provinz Palencia der Autonomen Gemeinschaft Kastilien und León. Der Ort gehört zu Barruelo de Santullán, er befindet sich drei Kilometer südwestlich vom Hauptort der Gemeinde. Villabellaco ist über die Straße PP-2125 zu erreichen.

## Sehenswürdigkeiten
- Spätromanische Kirche San Pedro Apóstol, ursprünglich erbaut im 13. Jahrhundert und in den folgenden Jahrhunderten vielfach verändert.

## Weblinks

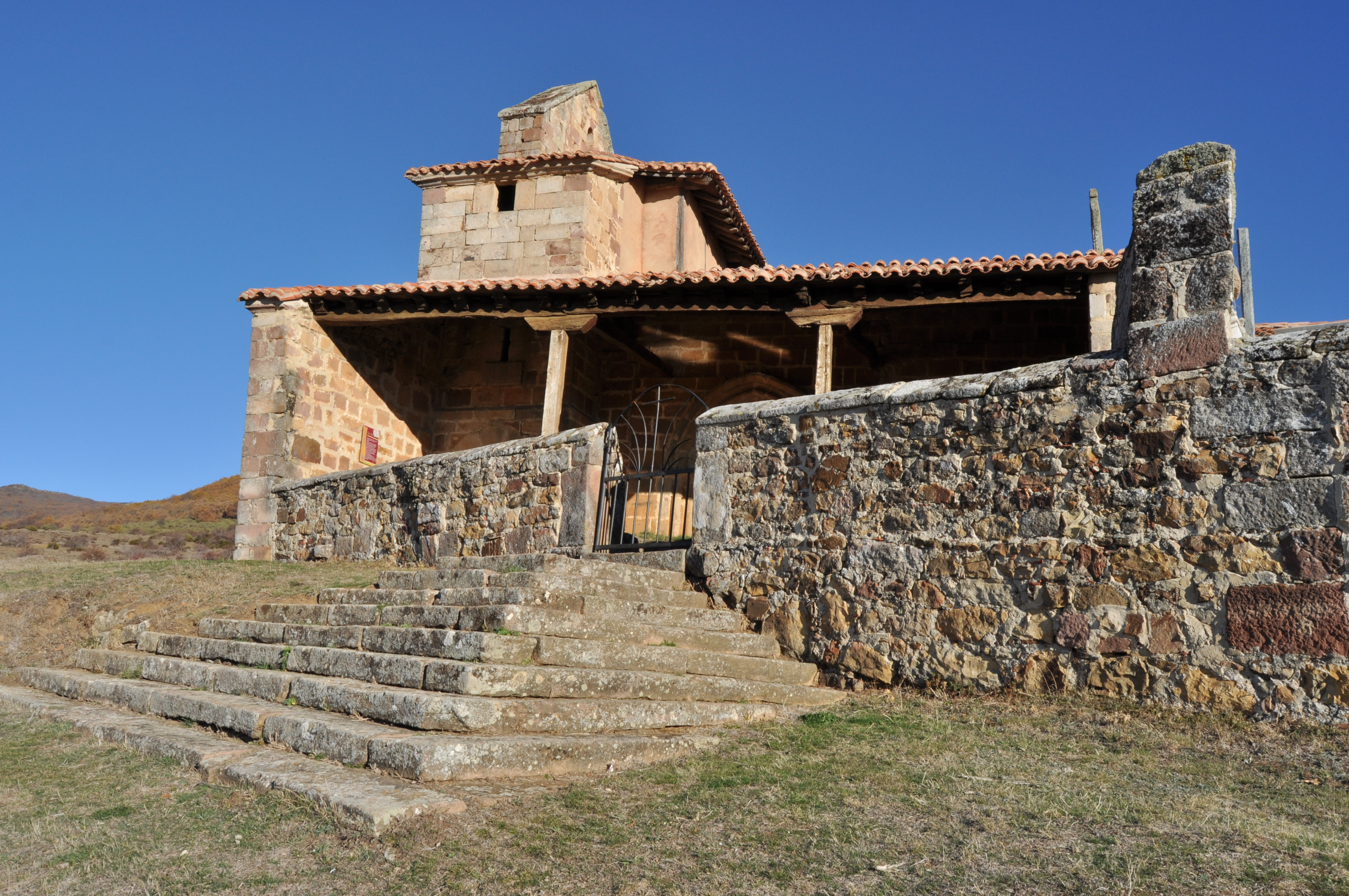
Kirche San Pedro Apóstol